# بالو فيردي (كاليفورنيا)
بالو فيردي (بالإنجليزية: Palo Verde CDP, California)‏ هي منطقة سكنية تقع بولاية كاليفورنيا في الولايات المتحدة. تبلغ مساحتها 1.530 كم2، وترتفع عن سطح البحر 71 م، بلغ عدد سكانها 171 نسمة في عام 2010 حسب إحصاء مكتب تعداد الولايات المتحدة وتصل الكثافة السكانية فيها 111.8 نسمة لكل كيلومتر مربع (289.6/ميل2).

## التركيبة السكانية
حدّد مكتب تعداد الولايات المتحدة بيانات التركيبة السكانية لبالو فيردي في تعداد الولايات المتحدة. في ما يلي، التركيبة السكانية حسب تعدادي 2000 و2010.

### تعداد عام 2000
بلغ عدد سكان بالو فيردي 236 نسمة بحسب تعداد عام 2000، وبلغ عدد الأسر 130 أسرة وعدد العائلات 60 عائلة مقيمة في المنطقة السكنية. في حين سجلت الكثافة السكانية 154.2 نسمة لكل كيلومتر مربع (399.4/ميل2). وبلغ عدد الوحدات السكنية 218 وحدة بمتوسط كثافة قدره 142.5 لكل كيلومتر مربع (369.1/ميل2).
وتوزع التركيب العرقي للمنطقة السكنية بنسبة 78.81% من البيض و0.85% من الأمريكيين الأفارقة و14.83% من الأعراق الأخرى و5.51% من عرقين مختلطين أو أكثر و19.49% من الهسبانيون أو اللاتينيون من أي عرق.
بلغ عدد الأسر 130 أسرة كانت نسبة 17.7% منها لديها أطفال تحت سن الثامنة عشر تعيش معهم، وبلغت نسبة الأزواج القاطنين مع بعضهم البعض 35.4% من أصل المجموع الكلي للأسر، ونسبة 6.2% من الأسر كان لديها معيلات من الإناث دون وجود شريك،  بينما كانت نسبة 4.6% من الأسر لديها معيلون من الذكور دون وجود شريكة وكانت نسبة 53.8% من غير العائلات. تألفت نسبة 50% من أصل جميع الأسر من عدة أفراد يعيشون في نفس المنزل ونسبة 33.1% كانت تتألف من شخص يعيش بمفرده يبلغ من العمر 65 عاماً أو أكثر. وبلغ متوسط حجم الأسرة المعيشية 1.82، أما متوسط حجم العائلات فبلغ 2.63.
بلغ العمر الوسطي للسكان 54.8 عاماً. وكانت نسبة 17.8% من القاطنين تحت سن الثامنة عشر، وكانت نسبة 1.3% بين الثامنة عشر والرابعة والعشرين عاماً، ونسبة 19.5% كانت واقعةً في الفئة العمرية ما بين الخامسة والعشرين والرابعة والأربعين عاماً، ونسبة 29.2% كانت ما بين الخامسة والأربعين والرابعة والستين، ونسبة 32.2% كانت ضمن فئة الخامسة والستين عاماً فما فوق. يوجد لكل 100 أنثى 110.7 ذكر، ويوجد لكل 100 أنثى في الثامنة عشر من عمرها فما فوق 104.2 ذكر.
بلغ متوسط دخل الأسرة في المنطقة السكنية 12,772 دولارًا، أما متوسط دخل العائلة فبلغ 14,333 دولارًا. وكان متوسط دخل الذكور 13,281 دولارًا مقابل 9,792 دولارًا للإناث. وسجل دخل الفرد الخاص بالمنطقة السكنية 7,275 دولارًا. وكانت نسبة 44.7% من العائلات ونسبة 47.3% من السكان تحت خط الفقر، وكان من هؤلاء نسبة 70.7% تحت سن الثامنة عشر ونسبة 13.3% في الخامسة والستين من العمر وما فوق.

### تعداد عام 2010
بلغ عدد سكان بالو فيردي 171 نسمة بحسب تعداد عام 2010، وبلغ عدد الأسر 84 أسرة وعدد العائلات 39 عائلة مقيمة في المنطقة السكنية. في حين سجلت الكثافة السكانية 111.8 نسمة لكل كيلومتر مربع (289.6/ميل2). وبلغ عدد الوحدات السكنية 211 وحدة بمتوسط كثافة قدره 137.9 لكل كيلومتر مربع (357.2/ميل2).
وتوزع التركيب العرقي للمنطقة السكنية بنسبة 72.51% من البيض و1.17% من الأمريكيين الأفارقة و2.92% من الأمريكيين الأصليين و0.58% من الأمريكيين ذوي الأصول الآسيوية و15.20% من الأعراق الأخرى و7.60% من عرقين مختلطين أو أكثر و19.30% من الهسبانيون أو اللاتينيون من أي عرق.
بلغ عدد الأسر 84 أسرة كانت نسبة 13.1% منها لديها أطفال تحت سن الثامنة عشر تعيش معهم، وبلغت نسبة الأزواج القاطنين مع بعضهم البعض 33.3% من أصل المجموع الكلي للأسر، ونسبة 4.8% من الأسر كان لديها معيلات من الإناث دون وجود شريك،  بينما كانت نسبة 8.3% من الأسر لديها معيلون من الذكور دون وجود شريكة وكانت نسبة 53.6% من غير العائلات. تألفت نسبة 47.6% من أصل جميع الأسر من عدة أفراد يعيشون في نفس المنزل ونسبة 20.2% كانت تتألف من شخص يعيش بمفرده يبلغ من العمر 65 عاماً أو أكثر. وبلغ متوسط حجم الأسرة المعيشية 2.04، أما متوسط حجم العائلات فبلغ 2.90.
بلغ العمر الوسطي للسكان 54.5 عاماً. وكانت نسبة 14.6% من القاطنين تحت سن الثامنة عشر، وكانت نسبة 8.8% بين الثامنة عشر والرابعة والعشرين عاماً، ونسبة 13.5% كانت واقعةً في الفئة العمرية ما بين الخامسة والعشرين والرابعة والأربعين عاماً، ونسبة 38% كانت ما بين الخامسة والأربعين والرابعة والستين، ونسبة 25.1% كانت ضمن فئة الخامسة والستين عاماً فما فوق. وتوزع التركيب الجنسي للسكان بنسبة 54.4% ذكور و45.6% إناث.